# Philip de László
Philip Alexius de László (en húngaro: Laub Fülöp Elek; Pest, 30 de abril de 1869-Londres, 22 de noviembre de 1937) fue un pintor anglo-húngaro, conocido por sus retratos de la realeza y la aristocracia.

## Primeros años
Hijo de un sastre judío, su familia cambió su apellido a László en 1891. Cuando era joven, se hizo aprendiz de fotógrafo, mientras estudiaba arte, obteniendo un puesto en la Academia Nacional de Arte, donde estudió bajo la dirección de Bertalan Székely y Károly Lotz. A esto le siguieron sus estudios en Munich y París. En 1900, gracias a su retrato del papa León XIII, ganó la Grand Gold Medal en la Exposición Universal de París. En 1903 se trasladó de Budapest a Viena y en 1907 a Inglaterra, estableciéndose en Londres durante el resto de su vida, desde donde viajaba por el mundo para realizar encargos.

## Matrimonio y familia

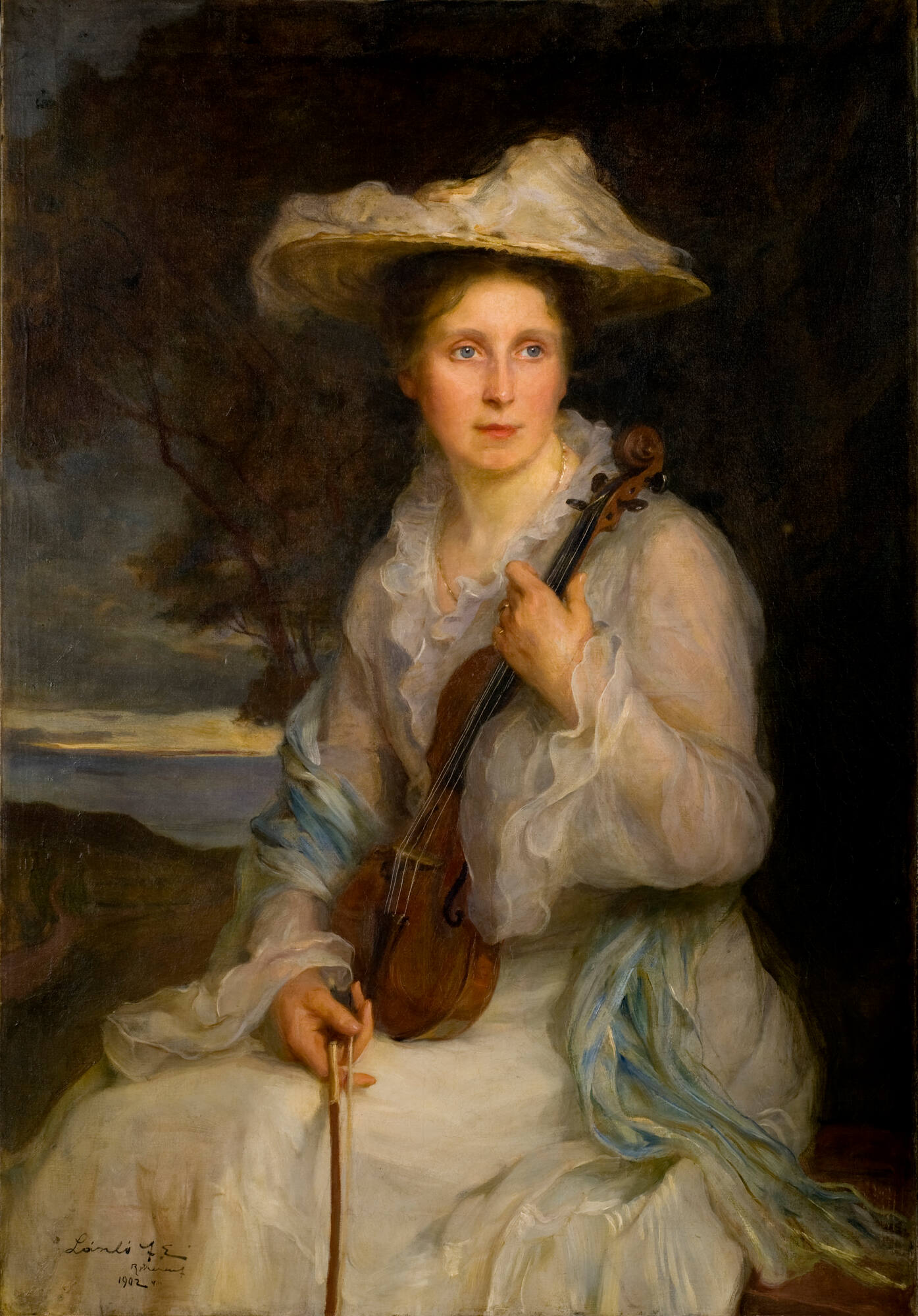
Lucy Guinness, esposa del pintor, en 1902.

En 1907, László se casó con Lucy Madeleine Guinness, miembro de la importante familia Guinness. Se habían conocido en Múnich en 1892, pero durante algunos años se les prohibió verse juntos. Las relaciones de Lucy de László consiguieron nuevas comisiones para su esposo. Tuvieron seis hijos, varios de los cuales se casaron con miembros de la nobleza.

## Carrera posterior
Los clientes de László le otorgaron numerosos premios y medallas por sus servicios. En 1909, fue nombrado miembro de la Real Orden Victoriana por el rey Eduardo VII del Reino Unido. En 1912, fue ennoblecido por el emperador Francisco José I de Austria, convirtiendo su apellido a «László de Lombos». Posteriormente la familia acortó el nombre a «de László».
Se convirtió en ciudadano británico en 1914, pero fue internado por más de doce meses entre 1917 y 1918, durante la Primera Guerra Mundial.
László sufrió un ataque al corazón en 1936. Al año siguiente tuvo otro ataque cardíaco y murió en su casa en Hampstead, Londres. En 1939 se publicó el libro Retrato de un pintor. La vida autorizada de Philip de László, escrito por Owen Rutter junto con el artista.

## Personas retratadas
- Conde Albert Apponyi (1897).
- Emperador Francisco José I de Austria (1896).
- Emperatriz Isabel de Austria (retrato póstumo, 1899).
- Arthur Balfour.
- George Bell (1931).
- Conde Leopold Berchtold (1907).
- Ignaz Wechselmann (1894).
- Lady Castlereagh (después marquesa de Londonderry) (1913).
- William Cavendish-Bentinck, 6.º duque de Portland.
- Sir Austen Chamberlain (1920).
- Calvin Coolidge.
- Sir Alfred East.
- Emperador Guillermo II de Alemania (1908, 1911).
- Príncipe Andrés de Grecia (1913).
- Princesa Andrés de Grecia (nacida Princesa Alicia de Battenberg) (1907).
- Rey Constantino I de Grecia.
- Princesa Nicolás de Grecia (nacida Gran Duquesa Elena Vladimirovna de Rusia).
- Reina Olga de Grecia (1914).
- Joseph Joachim.
- Cosmo Gordon Lang, Arzobispo de Canterbury (1932).
- Papa León XIII (1900).
- Papa Pío XI (1924).
- Princesa Carlota de Mónaco.
- Príncipe Luis II de Mónaco
- Edwina Mountbatten, condesa Mountbatten de Birmania (1924, cuando era Lady Louis Mountbatten).
- Luis Mountbatten, primer marqués de Milford Haven (1910, cuando era el príncipe Luis de Battenberg).
- Luis Mountbatten, primer conde Mountbatten de Birmania (1925, cuando Lord Louis Mountbatten).
- Frederick Roberts, 1.er conde Roberts.
- Reina María de Rumania (1924, 1936).
- Theodore Roosevelt (1910).
- Helena de Grecia y Dinamarca, cuando era Reina Madre de Rumania.
- Vita Sackville-West (1910).
- Carlos Alejandro, Gran Duque de Sajonia-Weimar-Eisenach (1898).
- Rey Alfonso XIII de España (1927).
- Reina Victoria Eugenia de España (1910, 1913, 1920, 1927, 1928) y sus seis hijos.
- Reina María Cristina de España.
- Beatriz del Reino Unido.
- Reina Luisa de Suecia  (1907, cuando era Princesa Luisa de Battenberg).
- Reina Alejandra del Reino Unido.
- Princesa Alicia, condesa de Athlone (1929).
- Príncipe Arturo, duque de Connaught y Strathearn (1937).
- Rey Eduardo VII del Reino Unido.
- Reina Isabel, la Reina Madre (1925, 1931, cuando era Duquesa de York).
- Reina Isabel II del Reino Unido (1933, cuando era Princesa Isabel de York).
- Rey Jorge VI del Reino Unido (1931, cuando era Duque de York).
- Príncipe Jorge, duque de Kent (1934).
- Princesa Luisa, duquesa de Argyll (1915).
- Princesa Marina, duquesa de Kent (1934).
- Robin Vane-Tempest-Stewart, 8.º marqués de Londonderry (1911).

## Galería

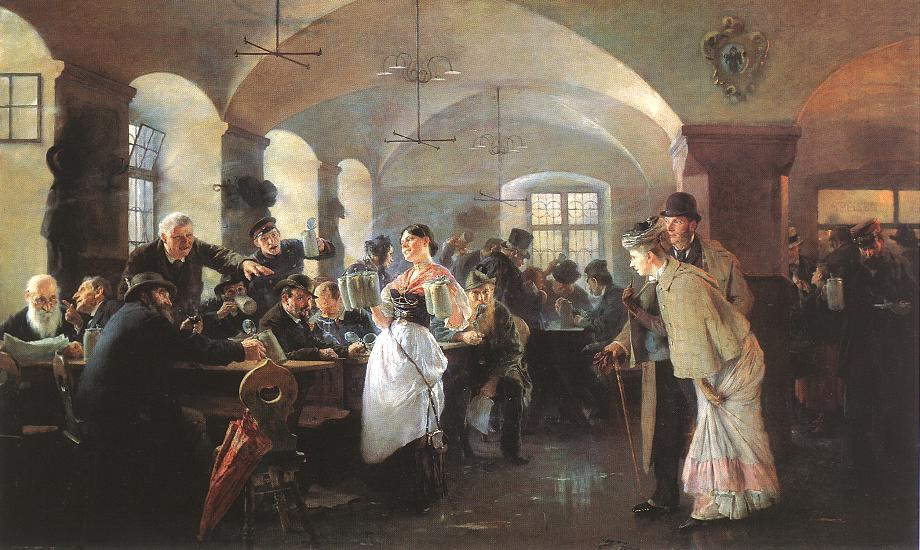
En la Hofbräuhaus en Munich, 1892
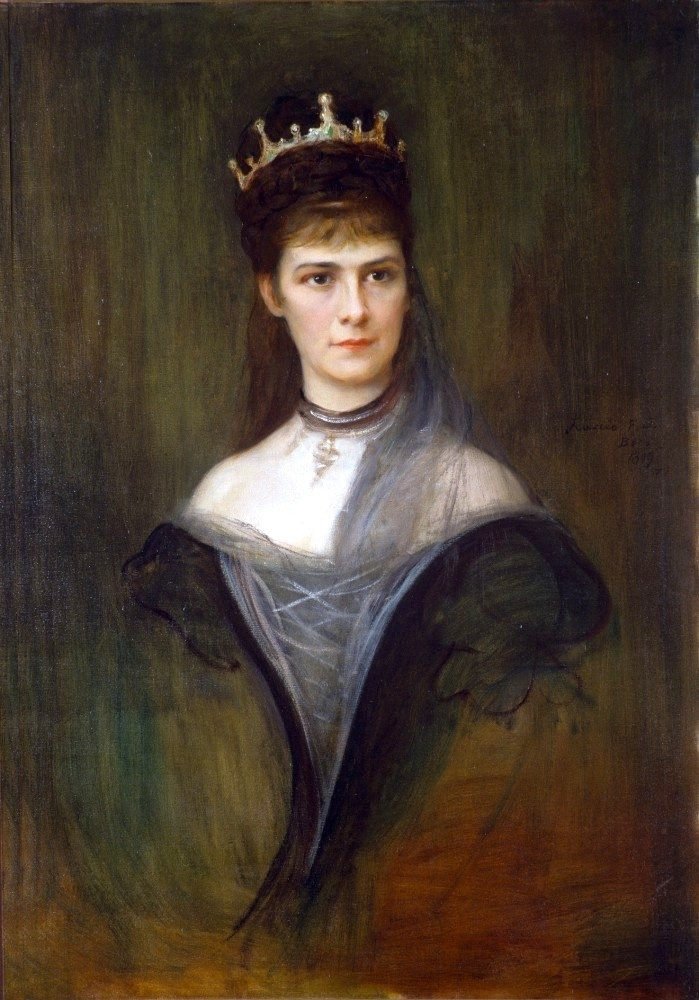
Retrato póstumo de la emperatriz Isabel de Austria, 1899
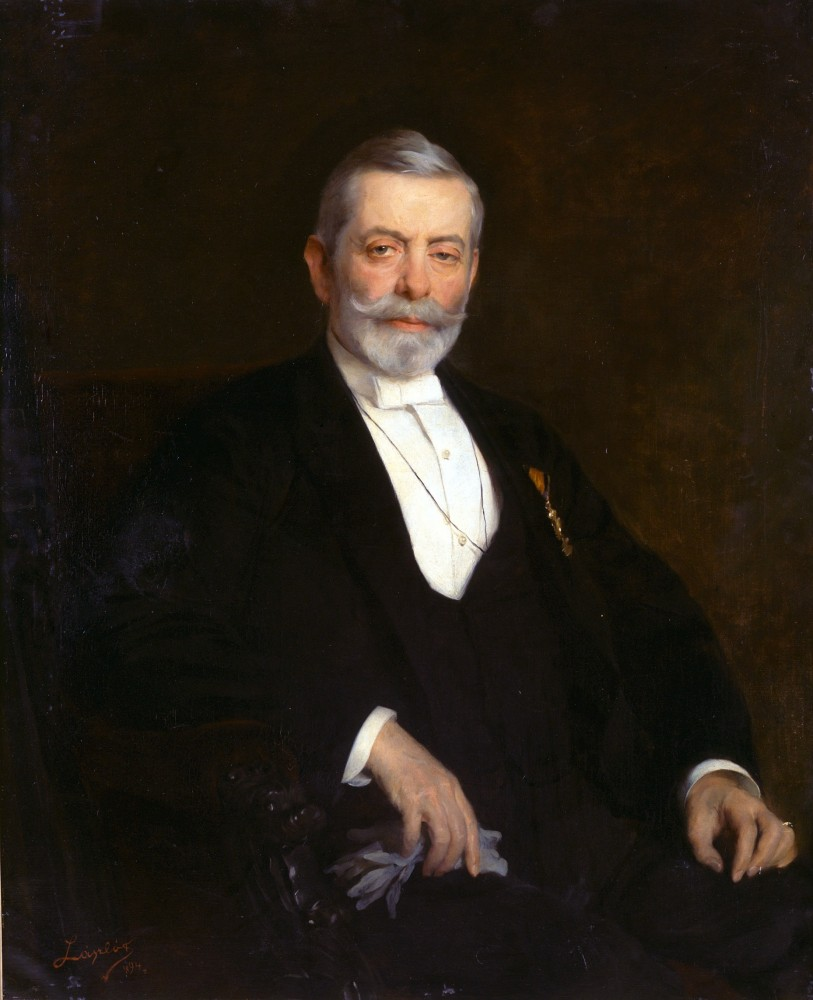
Ignaz Wechselmann, arquitecto húngaro, 1894
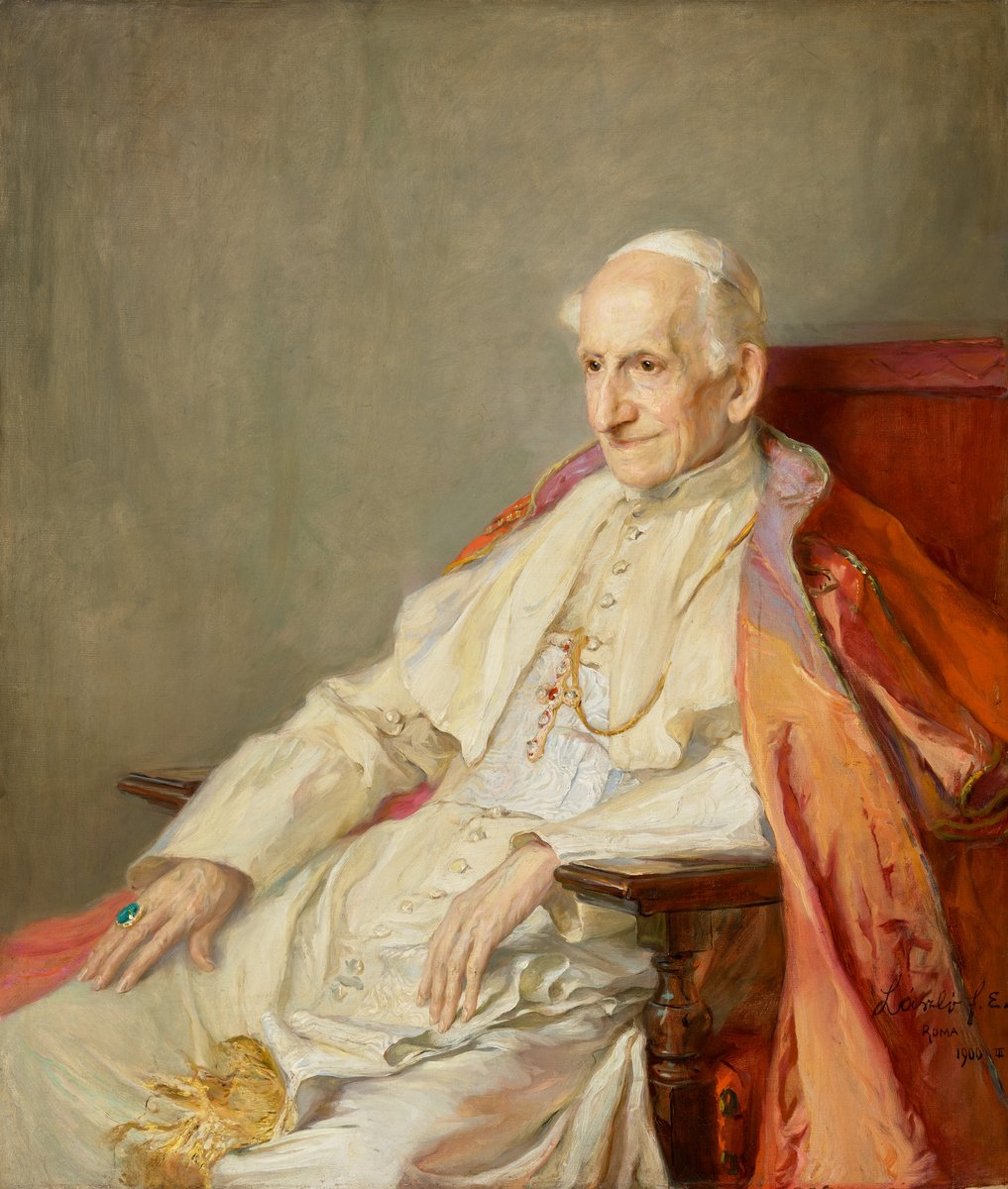
Papa León XIII, 1900
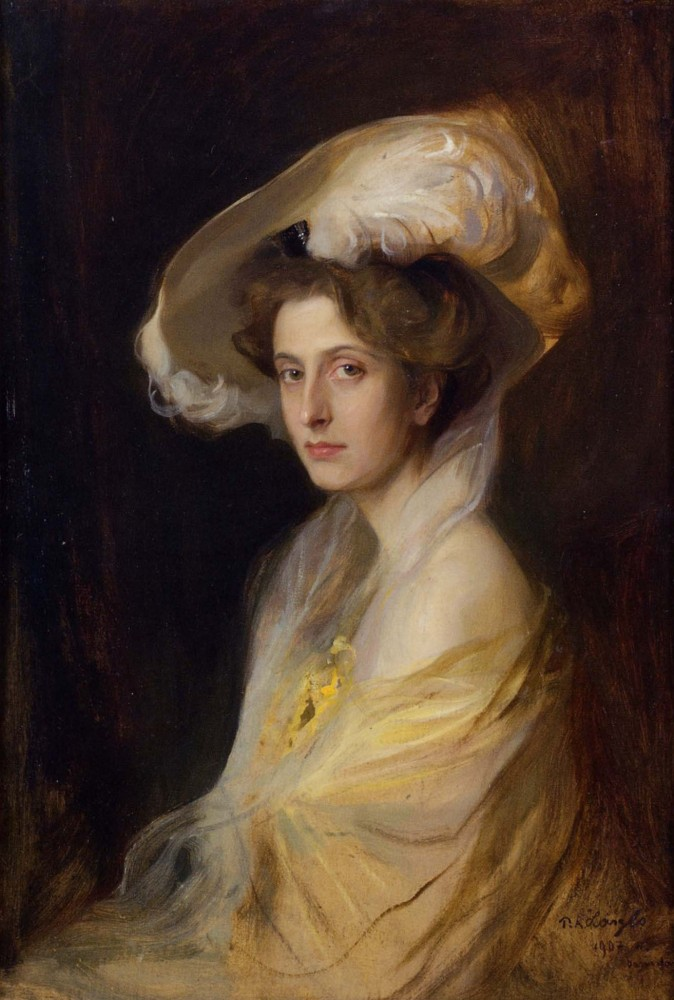
Luisa Mountbatten, 1907
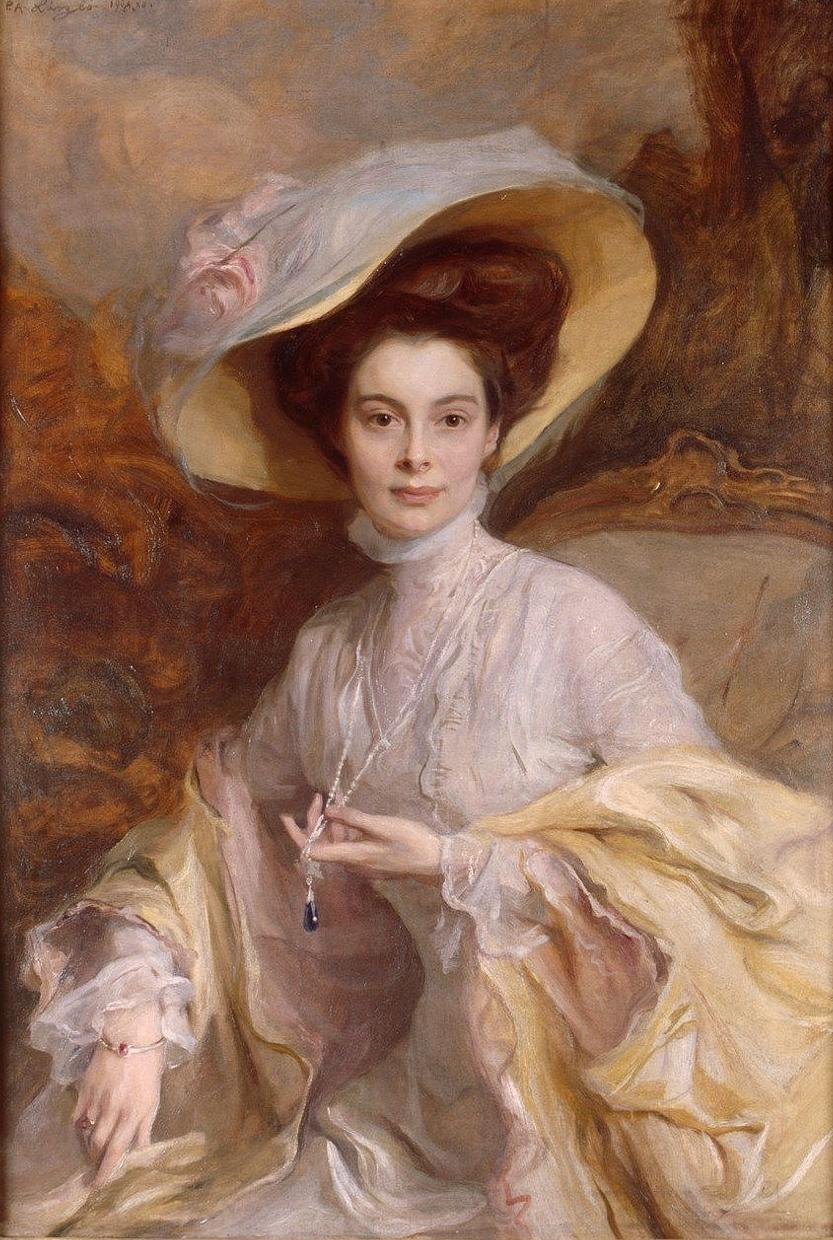
Cecilia, princesa heredera de Alemania, 1908
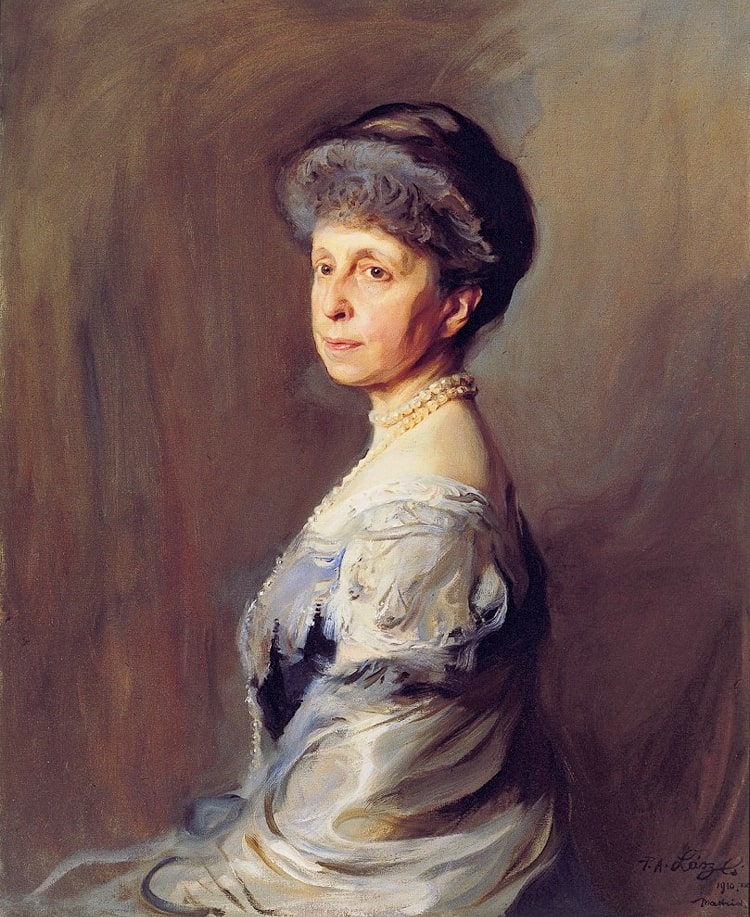
María Cristina de Habsburgo-Lorena, reina madre de España, 1910
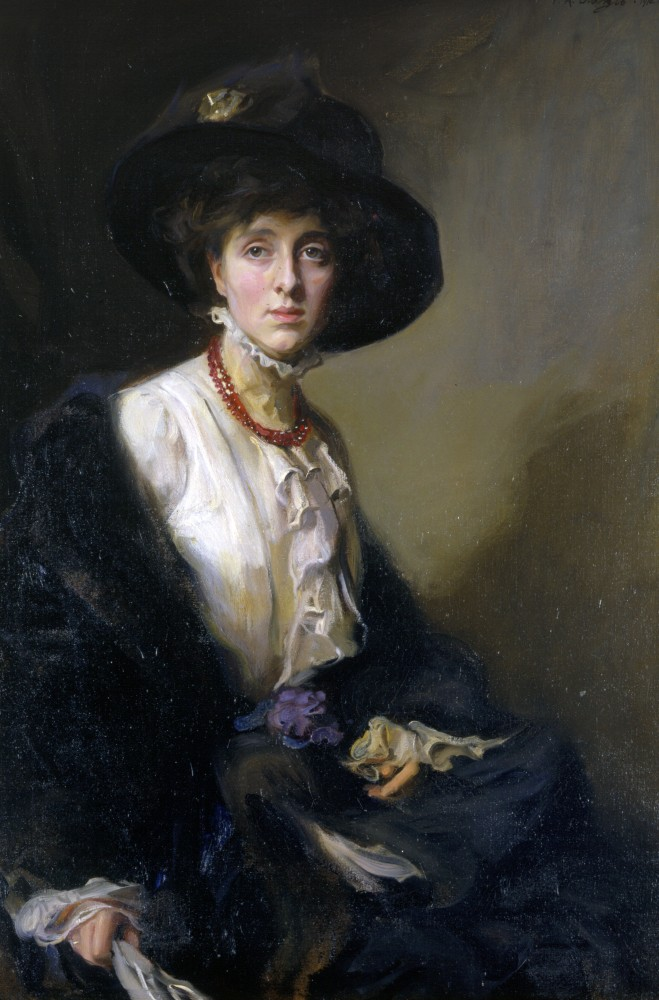
Vita Sackville-West, 1910
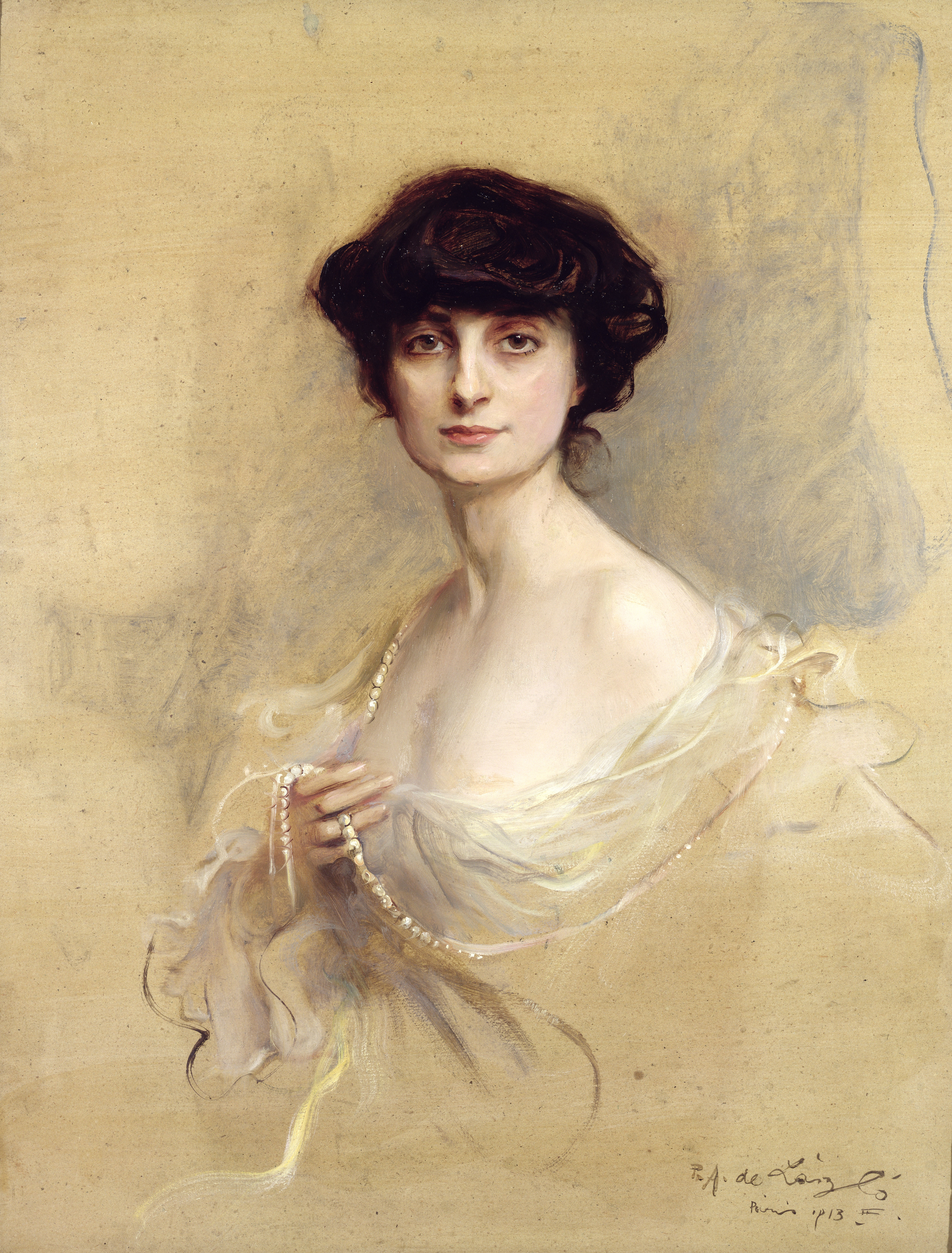
Condesa Anna de Noailles, 1913
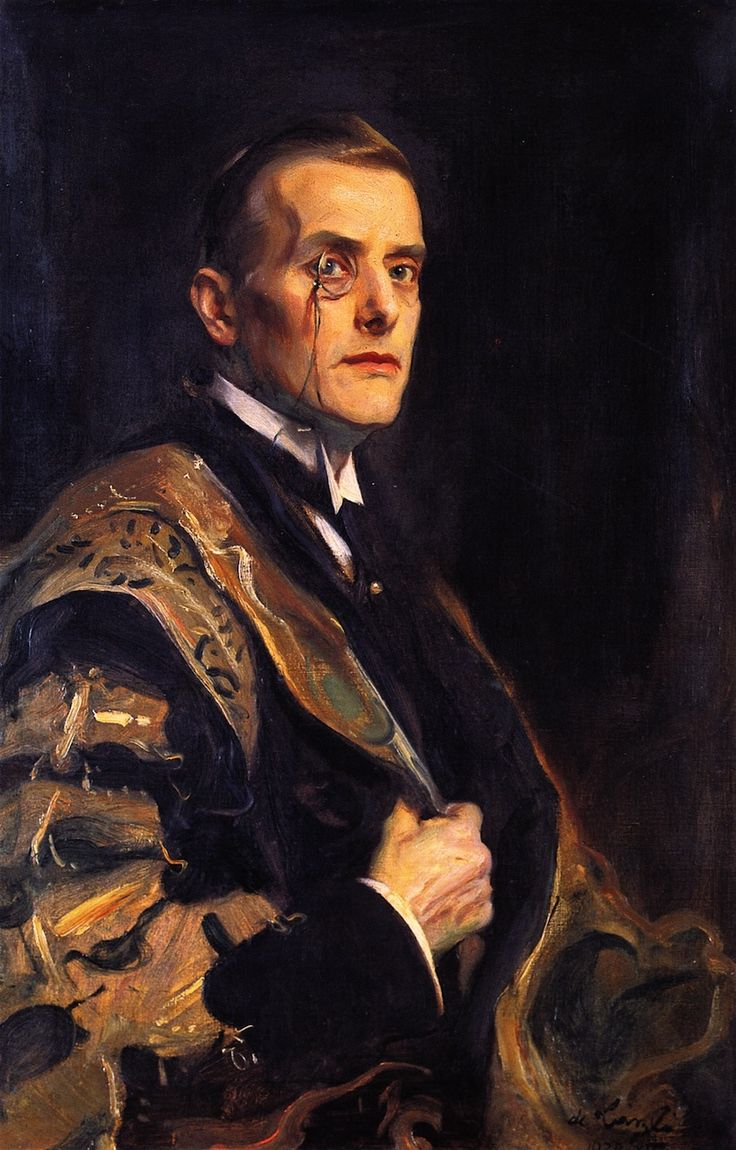
Sir Austen Chamberlain, 1920